# Kolombangara
Kolombangara é uma ilha da Província Ocidental das Ilhas Salomão, perto de Nova Geórgia. É uma ilha vulcânica circular, com diâmetro aproximado de 15 km, com origem num estratovulcão que culmina nos 1770 m do Monte Veve. A ilha forma o extremo sul do estreito de Nova Geórgia. Está separada a noroeste de Vella Lavella e Gizo pelo golfo de Vella, e a sudeste de Nova Geórgia pelo golfo de Kula.